# Разпределена база от данни
Разпределената база от данни (РзБД) е логически интегрирана база от данни, която физически е разпределена във възлите на компютърната мрежа. Възниква с оглед обединяването на изчислителни, програмни и информационни ресурси при изграждане на компютърни мрежи (КМ). Цялата база от данни (БД) е достъпна от всеки възел, което позволява на големи работни колективи да решават сложни задачи. Разпределените БД осигуряват икономия при използването на персоналните компютри, намаляват грешките от централизацията на данните .
Съществуват два подхода при изграждане на разпределени бази от данни:
- Съхраняване на данните в един възел на разпределената система;
- Дублиране на данните на различни възли в разпределената система.

При първия подход данните се разпределят на отделни порции (фрагменти) в отделните възли на разпределената система, съобразно някакъв принцип. В този случай е необходимо да се създаде и поддържа централизиран индекс с мета информация за местоположението на данните. Всяка заявка за търсене и обработка на данни в базата от данни, посредством централизиран сървър се пренасочва към съответен възел на разпределената система.
Характерна особеност при подхода с дублиране на данните на различни възли в разпределената система е, че при подновяване на данните съществува относително кратък период от време, през който данните в отделните възли не са уеднаквени. Това обстоятелство като цяло води до неточности при търсене и обработка на данни в разпределената система.